# Альварес, Вера
Вера Алехандра Альварес (род. 1971 или 2 февраля 1976, Мар-дель-Плата, Буэнос-Айрес) — аргентинский инженер, научный деятель, преподавательница и исследовательница. Он член Национального совета по научным и техническим исследованиям (CONICET), Научно-технологического центра Мар-дель-Плата, INTEMA и INQUISUR. Она возглавляет отделение CONICET в Мар-дель-Плата. Также она работает профессором в Университете Мар-дель-Плата и занимала должность заместителя министра по связям и передаче технологий (2020—2022). Благодаря своей карьере в области исследований и разработок в области наноматериалов, она стала президентом Аргентинского фонда нанотехнологий.

## Карьера
Вера Альварес обучалась инженерии материалов в университете своего родного города. Разрабатывала биоразлагаемые и экологические материалы для решения проблем, связанных с загрязнением. В интервью он говорила, что стремится способствовать «социально-экономическому развитию» своей страны.
В 2019 году она заняла третье место в InnovaT Prize за проект UNIBIO: Технологическая платформа для разработки биоагроресурсов, целью которой, по её словам, является «разработка соединений высокой промышленной ценности из морских отходов с потенциальным применением на начальном этапе в сельском хозяйстве и в других областях, таких как биомедицина, косметика и текстильная промышленность, в долгосрочной перспективе». Проект также направлен на сокращение использования агрохимикатов. Этим проектом Альварес руководила вместе с Клаудией Касалонге.
Начиная с мая 2020 года во время пандемии COVID-19, Альварес вместе с Вероникой Лассаль начала разрабатывать природный полимер, предотвращающий распространение SARS-CoV-2 в тканях экзоскелета некоторых видов ракообразных. Это дезинфицирующее и противовирусное средство также будет способствовать уничтожению других патогенов, таких как грибки или бактерии. Альварес и Лассаль переориентировали свои исследования на профилактику COVID-19.
Предполагается, что в долгосрочной перспективе их средство можно будет использовать в повседневной жизни, хотя поначалу оно будет предназначено только для работников здравоохранения. Этот проект был выбран Агентством исследований, разработок и инноваций вместе с 64 другими в рамках специального призыва к борьбе с коронавирусной болезнью; указано, что учреждение является одним из спонсоров проекта. В августе 2020 года команда под руководством Веры Альварес была выбрана для поставки и производства средств защиты для медицинского персонала в учреждениях общественного здравоохранения Аргентины.
В ноябре 2020 года за проект геля (Desarrollo de geles, films y recubrimientos poliméricos para la elaboración de materiales de protección y de inactivación del COVID-19 de distintas superficies) Альварес получила премию L’Oreal-ЮНЕСКО «Для женщин в науке» в категории «Наук о материи».
С августа 2023 года Альварес руководит CONICET Mar del Plata, что делает её первой женщиной на этой должности.
В 2023 году она была удостоена платиновой премии Konex за свою работу за последнее десятилетие в области нанонаук и аналитической химии.

## Награды и почести
- 2010: Премия Альваро Барбы в области инженерии материалов. Национальная академия точных, физических и естественных наук (ANCEFN)[7].
- 2012: Премия Умберто Чианкаглини. Инженерная академия провинции Буэнос-Айрес[7].
- 2014: Премия Антонио Марина. Национальная инженерная академия[7].
- 2015: Премия Фонда Bunge & Born[7].
- 2016: Премия Бернардо Усая. Министерство науки и технологий[19].
- 2018: Упоминание в L’Oréal-CONICET[3].
- 2018: Технологические инновации. Национальная академия точных, физических и естественных наук[3].
- 2019: 25 лет Фонду «Innova-T»[3].
- 2020: Премия L’Oréal-CONICET Для женщин в науке.
- 2023: Премия Konex Brillante[21].